# Hondsrug (schip, 1937)
Het motorvrachtschip Hondsrug was een kustvaarder betrokken bij Operatie Dynamo. Het schip behoorde tot de kleine schepen van Duinkerke. Het schip redde 1455 soldaten en bracht hen naar Groot-Brittannië.

## Scheepshistorie
De Hondsrug begon zijn carrière onder de naam Anbeja. Het schip werd gebouwd door E.J. Smit & Zoon's Scheepswerven N.V. in Westerbroek. In 1939 verkocht eigenaar Pieter Berend de Vries het schip aan Leonardus Henderikus Vogelzang en werd het omgedoopt tot Hondsrug.
Eind mei 1940 bevond de Hondsrug zich in Groot-Brittannië. Het schip werd daar gevorderd voor deelname aan Operatie Dynamo en bracht 1455 soldaten in veiligheid. Het schip overleefde de oorlog en keerde in 1945 terug naar Nederland. Daar werd het in december 1945 overgenomen door de N.V. Vrachtvaart Maatschappij 'Devoty' en werd Rotterdam de thuishaven.
In 1954 werd het schip verkocht aan Johannes (Jo) Lenting. Lenting kwam om het leven toen de Hondsrug op 14 augustus 1956 in een storm verging in het Kattegat. Het schip is later geborgen. Het schip werd hersteld, omgedoopt tot Jo Lenting en begin november 1956 weer in de vaart gebracht. Later die maand werd de Jo Lenting verkocht aan Willem Nooitgedagt en omgedoopt tot Zeehond.

## Latere carrière
Na 1956 werd het schip nog drie keer verkocht en twee keer hernoemd. In 1962 werd het verkocht aan A. Hansen in Denemarken die het schip herdoopte tot Kongsmark. Reeds in 1963 werd het schip opnieuw verkocht en omgedoopt. M.J. Nielsen bracht het schip in de vaart als Rigel. In 1977 werd het schip verkocht aan de Baltic Schooner Association Ltd., gevestigd in George Town op de Kaaimaneilanden. In 1977 is het schip met onbekende bestemming vertrokken vanuit Castries (Saint Lucia). Wegens gebrek aan verdere gegevens heeft Lloyd's in 1995 de scheepsregistratie ingetrokken.